# Теодор Сарбин
Теодор Рой Сарбин (1911-2005), известен като Тед Сарбин, е американски психолог и професор емеритус по психология и криминология в Калифорнийския университет, Санта Круз.
Известен е като „Г-н Социалноролева теория“, заради неговите приноси към социалната психология на избора на роля.

## Работа

### Наративна психология
От 1985 г. нататък Сарбин се фокусира върху темата наративна психология, поле, в което е смятан за пионер. Той възприема метод, базиран върху първенството на историите / разказите като начин за разбиране на човешкото поведение, който е за предпочитане пред ограниченията на традиционните изследователски парадигми на психологията.
|  | Тази страница частично или изцяло представлява превод на страницата Theodore R. Sarbin в Уикипедия на английски. Оригиналният текст, както и този превод, са защитени от Лиценза „Криейтив Комънс – Признание – Споделяне на споделеното“, а за съдържание, създадено преди юни 2009 година – от Лиценза за свободна документация на ГНУ. Прегледайте историята на редакциите на оригиналната страница, както и на преводната страница, за да видите списъка на съавторите. ВАЖНО: Този шаблон се отнася единствено до авторските права върху съдържанието на статията. Добавянето му не отменя изискването да се посочват конкретни източници на твърденията, които да бъдат благонадеждни. |